# جيمي رام
جيمي رام هو لاعب هوكي الجليد كندي، ولد في 18 يناير 1971 في سكاربورو، تورنتو في كندا.

## وصلات خارجية
- جيمي رام على موقع دوري الهوكي الوطني (الإنجليزية)
- جيمي رام على موقع EliteProspects.com (الإنجليزية)
- جيمي رام على موقع HockeyDB.com (الإنجليزية)
- جيمي رام على موقع Hockey-Reference.com (الإنجليزية)